# Municipio de White Earth (Minnesota)
El municipio de White Earth (en inglés: White Earth Township) es un municipio ubicado en el condado de Becker en el estado estadounidense de Minnesota. En el año 2010 tenía una población de 828 habitantes y una densidad poblacional de 9,16 personas por km².

## Geografía
El municipio de White Earth se encuentra ubicado en las coordenadas 47°6′54″N 95°51′20″O / 47.11500, -95.85556. Según la Oficina del Censo de los Estados Unidos, el municipio tiene una superficie total de 90.41 km², de la cual 84,14 km² corresponden a tierra firme y (6,93 %) 6,26 km² es agua.

## Demografía
Según el censo de 2010, había 828 personas residiendo en el municipio de White Earth. La densidad de población era de 9,16 hab./km². De los 828 habitantes, el municipio de White Earth estaba compuesto por el 23,07 % blancos, el 69,08 % eran amerindios, el 0,12 % eran asiáticos, el 0,12 % eran de otras razas y el 7,61 % eran de una mezcla de razas. Del total de la población el 2,78 % eran hispanos o latinos de cualquier raza.